# جامعة بالتيمور

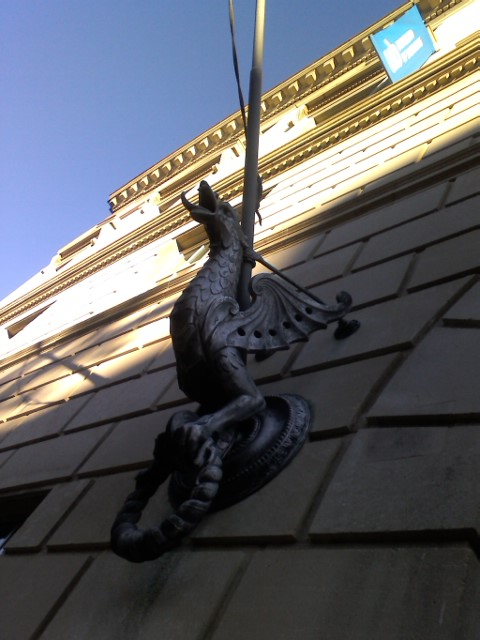
"تنين الحارس" في مبنى الفنون والسياسة الليبرالي المدخل الجنوبي.

جامعة بالتيمور [[إنج|University of Baltimore]] هي جامعة عامة وعضو في نظام جامعة ماريلاند، تقع في وسط مدينة بالتيمور بولاية ماريلاند، في جبل حي فيرنون في 1420 شارع تشارلز. تخدم الجامعة الطلاب الجامعيين والخريجين والمتميزين في قلب أكبر مدينة في الولاية. توفر مدارس وكليات جامعة بالتيمور التعليم في مجال الأعمال والقانون والشؤون العامة والفنون والعلوم التطبيقية. 

## الحرم الجامعي والخدمات الطلابية

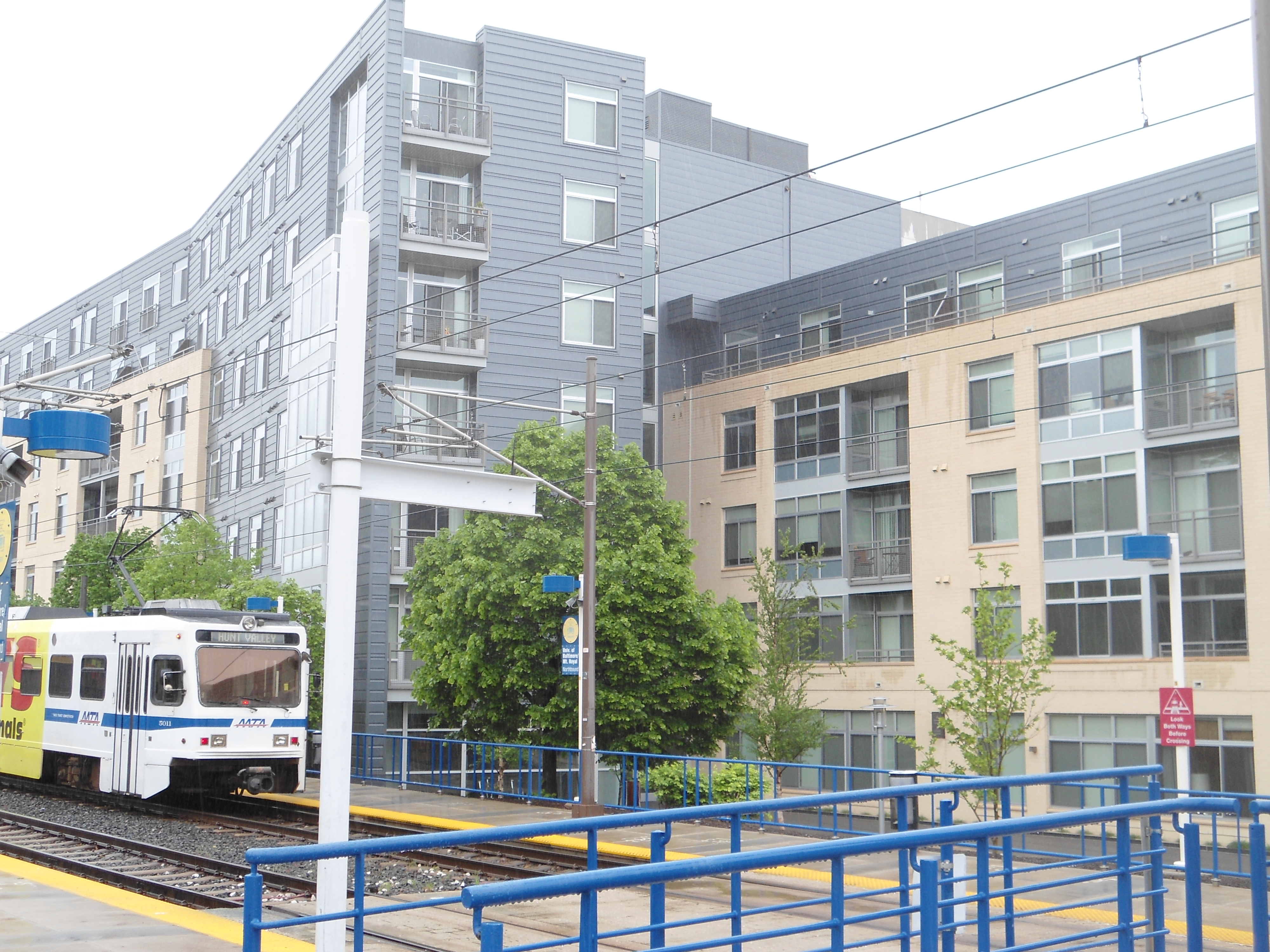
محطة توقف عند شارع رويال حيث في الخلفية يوجد مبنى فيتزجيرالد ، وهو واحد من اثنين من مرافق الإقامة الطلابية الجديدة في جامعة بالتيمور.

### الحرم الجامعي والرياضة
فاز فريق لاكروس للرجال بأربعة بطولات وطنية لأربع سنوات متتالية، 1956-1959. 

### مجتمعات الشرف
تستضيف الجامعة فصولا من عدة جمعيات شرف، بما في ذلك: 
- ألفا تشي
- ألفا سي سيجما
- بيتا ألفا بسي
- بيتا جاما سيجما
- مو كابا تاو
- فاي ألفا ثيتا
- فاي ثيتا كابا
- بي ألفا ألفا
- بي سيجما ألفا
- بسي تشي
- سيجما إوتا إبسيلون
- سيغما تاو دلتا
- اميكرون دلتا كابا

## خريجون بارزون

### أعمال
- بيتر أنجيلوس - صاحب بالتيمور الأوريولز [10]
- توم كوندون - تخرج منها في عام 1981، وكيل رياضي، ويمثل أكثر من 120 لاعباً من اتحاد كرة القدم الأميركي [11]
- بوب بارسونز - مؤسس قو دادي [12]
- ستان وايت - متقاعد لاعب اتحاد كرة القدم الأميركي بالتيمور كولتس تخرج من يو بي لو، وكيل رياضي، رياضي، مدرب كرة قدم مساعد في مدرسة جيلمان [13]

### التاريخ والصحافة والإعلام
- كارول بوسطن - ويذرفورد - مؤلفة وناقد
- لويس إس ديجز - مؤرخ مقاطعة بالتيمور
- فريد روبنز - مضيف برنامج حواري وممثل وشخصية تلفزيونية
- كايل جيه. أندروز - صحفي رياضي ومراسل ومضيف إذاعي

### الرياضيات والعلوم والتكنولوجيا
- سيليست لين بول - خبير تصميم واجهة المستخدم، رئيس مشروع قابلية استخدام كيدي
- جيفري كلوغر - كاتب أول في مجلة تايم متخصص في التغطية العلمية ؛ مؤلف كتب.

### السياسة والقانون والحكومة
- سبيرو أغنيو - نائب رئيس الولايات المتحدة 69-73 ، حاكم ولاية ماريلاند 67-69 [14]
- كيرت أندرسون - مجلس النواب في ولاية ماريلاند ، مقاطعة 43 ، 1983-1995 ، 2002 إلى الوقت الحاضر [15]
- ديل أندرسون (1963) - المندوب التنفيذي السابق لمقاطعة بالتيمور ومندوب الولاية [16]
- جون س. أرنيك (1961) - عضو سابق في مجلس النواب بولاية ماريلاند [17]
- كارفيل بنسون (1893) - عضو الكونجرس الأمريكي عن دائرة ماريلاند الثانية، 1918-1921. [18]
- الفريق ستيفن بلوم (1968) - الرئيس السابق لمكتب الحرس الوطني ونائب القائد الشمالي. [19]
- ويليام ب. بولتون (1909) - عضو الكونغرس عن منطقة ماريلاند الثانية، 1949-1951. [20]
- جيمس دبليو كامبل (1969) - عضو سابق في مجلس النواب بولاية ماريلاند. [21]
- جوزيف كوران، الابن (1959) - المدعي العام لولاية ماريلاند، 1987-2007: الملازم حاكم 83-87 في عهد هاري هيوز . [22]
- كاترين كوران أومالي (1991) - قاضية مساعدة في المحكمة المحلية الأولى في ماريلاند، زوجة حاكم ماريلاند السابق وعمدة بالتيمور السابق، مارتن أومالي . [23]
- تيري ر. جيليلاند، الابن (2001) - عضو سابق في مجلس النواب بولاية ماريلاند [24]
- غلين جلاس (1994) - عضو في مجلس النواب في ولاية ماريلاند من مقاطعة سيسيل ومقاطعة هارفورد . [25]
- جيه بي جينينغز - مندوب ماريلاند للمقاطعة 7. [26]
- شيريل ديفيس كول - عضو سابق في مجلس النواب في ماريلاند [27]
- آري ديفيس - قاض سابق في محكمة الاستئناف الخاصة بولاية ماريلاند
- فرانك كراتوفيل - عضو الكونغرس بمجلس النواب بالولايات المتحدة، مقاطعة ماريلاند 1، 2009-2011 [28]
- بات ماكدونو - مندوب ماريلاند. [29]
- ريتشارد ميهان - رئيس بلدية أوشن سيتي ، ماريلاند، منذ 2006. [30]
- إدوارد ميدلبروكس (1982) - عضو مجلس الشيوخ السابق عن ولاية ماريلاند. [31]
- دونالد إي ميرفي (1983) - عضو سابق في مجلس النواب بولاية ماريلاند، 1994-2002. [32]
- ساندرا بولر - قاضية محكمة مقاطعة يوتا الثالثة في سولت ليك سيتي
- الأسقف روبنسون - مفوض الشرطة السابق في بالتيمور، 1984 - 1987. [33]
- دوتش روبر - حي عضو الكونغرس الثاني، مقاطعة بالتيمور التنفيذية، 94-02. [34]
- وليام دونالد شايفر (1942) - رئيس بلدية بالتيمور 71-87 ، حاكم ولاية ماريلاند 87-95 ، مراقب الدولة 99-2007 [35]
- جون ف. سليد الثالث (1969) - عضو سابق في مجلس النواب بولاية ماريلاند . [36]
- فريدريك ن. سمالكين - رجل قانون في كلية الحقوق بجامعة بالتيمور، منذ 2005. [37]

## روابط خارجية
- الموقع الرسمي
- صحيفة الطلاب يو بي